# Michael McDonald (chanteur)
Pour les articles homonymes, voir Michael McDonald et McDonald.
Michael McDonald, né le 12 février 1952 à Saint-Louis, est un musicien américain. Il est  auteur-compositeur-interprète, claviériste et producteur de musique pop rock, soul et R&B. 
Il est reconnu pour son travail de choriste avec Steely Dan, mais aussi en tant que membre des Doobie Brothers. Sa voix chaude et son jeu aux claviers sont facilement reconnaissables. Michael McDonald a écrit et chanté plusieurs singles à succès avec les Doobie Brothers, dont What a Fool Believes, Minute by Minute et Takin' It to the Streets. Il a également œuvré en tant que choriste de premier plan sur de nombreux enregistrements d'artistes tels que Steely Dan, Christopher Cross et Kenny Loggins.
La carrière solo de McDonald se compose de neuf albums studio et d'un certain nombre de singles, dont le tube de 1982 I Keep Forgettin' (Every Time You're Near). Au cours de sa carrière, McDonald a collaboré avec un certain nombre d'autres artistes et de groupes, dont James Ingram, David Cassidy, Van Halen, Patti LaBelle, Lee Ritenour, Aretha Franklin, Toto, Grizzly Bear, Joni Mitchell et Thundercat. Il a écrit des musiques pour la télévision et le cinéma et. Durant sa carrière, il a remporté cinq Grammy Awards. et a été intronisé au Rock and Roll Hall of Fame en tant que membre des Doobie Brothers en 2020.

## Biographie

### Débuts
Michael McDonald est né le 12 février 1952 au sein d'une famille irlandaise catholique américaine de Ferguson, Missouri, une banlieue de Saint-Louis. McDonald a fréquenté le lycée McCluer, où il a joué dans des groupes locaux, dont Mike and the Majestics, Jerry Jay and the Sheratons, the Reeb-Toors/Younger Brothers et The Guild. Il a été découvert[Par qui ?] tout en jouant avec un groupe appelé Blue et a déménagé à Los Angeles, en Californie, en 1970 pour poursuivre une carrière dans la musique.

### Steely Dan
En 1974, Michael McDonald est devenu membre du groupe de tournée de Steely Dan en tant que choriste. Il est également devenu l'un des nombreux membres auxiliaires en studio du groupe, fournissant des chœurs sur les morceaux de Katy Lied en 1975 . Il est apparu sur les enregistrements ultérieurs de Steely Dan, y compris The Royal Scam de 1976 et Aja de 1977. Il a continué à faire les chœurs avec eux jusqu'à leur album sorti en 1980, Gaucho. En 2006, il a rejoint le groupe lors de leur tournée d'été, d'abord en première partie puis comme choriste.

### The Doobie Brothers
Michael McDonald a été recruté par le groupe de rock The Doobie Brothers en avril 1975, initialement en remplacement temporaire de leur chanteur principal Tom Johnston après qu'il soit tombé malade lors d'une tournée nationale, mais le travail de Michael McDonald avec le groupe s'est avéré si fructueux qu'ils ont décidé de le retenir en tant que membre à temps plein.
En tant que membre des Doobie Brothers, il a composé certaines des chansons les plus connues du groupe, dont It Keeps You Runnin', What a Fool Believes qu'il a composé avec Kenny Loggins, Minute by Minute avec Lester Abrams, You Belong to Me avec Carly Simon qui l'a reprise aussi en solo, etc. 
Il fera toutefois quelques apparitions sans conséquences avec les Doobie Brothers après la séparation initiale du groupe en 1982, d'abord lors de la réunion du groupe en 1987, puis à nouveau en 1995. D'ailleurs sur l'album du retour des Doobie Brothers Cycles en 1989, le groupe interprète une chanson à laquelle il a collaboré à l'écriture, Tonight I'm Coming Through (The Border), alors qu'il ne joue même pas sur le disque. Il participera plutôt à quelques concerts à travers les années en tant qu'invité spécial, ce qui plaira toujours aux fans.

### Carrière solo
En 1980, il a coproduit avec Patrick Henderson, le premier album éponyme de sa future épouse Amy Holland, en plus de l'assister aux chœurs et aux claviers sur plusieurs pièces. Par la suite, il produit et joue sur le deuxième album de celle qu'il épouse finalement l'année de la sortie de l'album, On Your Every Word, en 1983, sur lequel on retrouve le guitariste et violoniste des Doobie Brothers, John McFee, ainsi que Robben Ford, Jeff Porcaro, Nathan East et Steve Lukather entre autres. Il fera les chœurs sur les deux albums suivants de son épouse.
Lorsque les Doobie Brothers se séparent en 1983, il poursuit sa carrière solo déjà bien entamée avec un premier album If That's What It Takes sorti en 1982. L'album contient les singles à succès I Keep Forgettin' et I Gotta Try, ce dernier étant co-écrit avec Kenny Loggins, qui l'a également enregistré la même année pour son quatrième album High Aventure.
Il a continué à collaborer avec différents artistes dont Nicolette Larson, Patti LaBelle, Aretha Franklin et Kim Carnes. En 1984, il participe à l'écriture de la chanson I'll Wait de Van Halen, celle-ci se trouve sur leur album 1984.

## Vie personnelle
Michael McDonald est marié depuis 1983 à la chanteuse Amy Holland avec laquelle il a eu deux enfants, Dylan né en 1987 – qui a aussi son propre groupe, Dylan McDonald & The Avians – et Scarlett née en 1991. Il a déménagé avec sa famille à Santa Barbara à la fin des années 1990 et a ensuite vécu à Nashville, Tennessee.

## Discographie

### Solo
| Albums studio - If That's What It Takes (1982) - No Lookin' Back (1985) - Take It to Heart (1990) - Blink of an Eye (1993) - Blue Obsession (2000) - Motown (2003) (album de reprises) - Motown Two (2004) (album de reprises) - Soul Speak (2008) (album de reprises) - Wide Open (2017) | Albums de Noël - In the Spirit a Christmas (2001) - The Best of Michael McDonald: The Christmas Collection (2004) - Through the Many Winters, A Christmas Album (2005) - This Christmas (2009) - Season of Peace: The Christmas Collection (2018) |

Compilations
- 1982 : That Was Then, The Early Recordings Of Michael McDonald
- 1986 : Sweet Freedom (The Best Of Michael McDonald)
- 2000 : The Voice Of Michael McDonald
- 2000 : The Very Best Of

### Comme membre d'un groupe

#### Steely Dan
| Albums Studio - 1975 : Katy Lied (chœurs) - 1976 : The Royal Scam (chœurs) - 1977 : Aja (chœurs sur Peg et I Got the News) - 1980 : Gaucho (chœurs) | Albums live - 2013 : Going Mobile: Classic 1974 Live Radio Broadcast - Enregistré en 1974 |

#### Doobie Brothers
| Albums studio - 1976 : Takin' It to the Streets (la chanson-titre, Losin' End et It Keeps You Runnin') - 1977 : Livin' on the Fault Line (You're Made That Way, You Belong to Me composée avec Carly Simon (qui la reprend en 1978 sur son album Boys in the Trees), Nothin' But a Heartache, There's a Light) - 1978 : Minute by Minute (Here to Love You, What a Fool Believes composée avec Kenny Loggins, Minute by Minute, Dependin' on You et How Do the Fools Survive?) - 1980 : One Step Closer (Dedicate This Heart composée avec Paul Anka, Real Love, No Stoppin' Us Now, Keep This Train A-Rollin et One By One) - 2014 : Southbound (Michael chant, chœurs et claviers sur 7 chansons) | Albums live - 1982 : Live at the Greek Theatre 1982 : Farewell Tour - 1999 : Best of The Doobie Brothers Live - 1996 : Rockin' Down the Highway: The Wildlife Concert (chant et claviers sur Takin' It to the Streets, Minute by Minute et What a Fool Believes) - 2010 : World Gone Crazy (chant sur Don't Say Goodbye) |

#### Christopher Cross
- 1980 : Christopher Cross (chœurs)
- 1983 : Another Page (chœurs)
- 2011 : Doctor Faith (chœurs sur la pièce-titre)

### DVD
- 2001 : Michael Mcdonald: A Gathering Of Friends  1. On My Own (Avec Patti LaBelle) 2. No Love to Be Found (Avec Wendy Moten) 3. Holy City (Avec Edwin McCain) 4. All I Need (Avec Tommy Sims) 5. Ride Like the Wind (Avec Christopher Cross) 6. She Lay Her Whip Down (Avec Jeff Bridges) 7. Ya Mo Be There (Avec James Ingram) 8. Maria (Avec James Ingram & David Pack) 9. You Belong to Me (Avec Patti Austin) 10. Heart to Heart (Avec Kenny Loggins) 11. This Is It (Avec Kenny Loggins) 12. Minute By Minute (Avec les Doobie Brothers) 13. Takin' It to the Streets (Avec les Doobie Brothers).
- 2009 : Michael McDonald: This Christmas - Live in Chicago - Hallelujah de Leonard Cohen, What a Fool Believes, Takin' It to the Streets ainsi que des classiques de Noël font partie de ce concert donné à Chicago en 2009.
- 2011 : Michael McDonald: A Tribute to Motown Live/Michael McDonald Live - Avec les guitaristes des Doobie Brothers Tom Johnston et Patrick Simmons, Ashford & Simpson, Billy Preston, Toni Braxton, India.Arie, Take 6, etc. Les chansons de ce DVD incluent les succès Ain't no mountain high enough, Ain't Nothing Like the Real Thing, What a fool believes et Taking it to the streets ainsi que des grands classiques de Motown.

### Collaborations
Tout au long de sa carrière, Michael McDonald a été appelé à collaborer à plusieurs albums d'artistes et de groupes de tous les horizons, du rock au blues, du country à la soul etc. Que ce soit pour ses talents de claviériste ou de chanteur, il a ainsi participé à plusieurs albums d'artistes divers.
Années 1970 - 1980
- 1977 : Time Loves a Hero de Little Feat - Michael chœurs.
- 1979 : Pretty Girls de Lisa Dalbello - Michael aux chœurs
- 1979 : Headin' Home de Gary Wright - Michael chœurs. - Réédité en 2008.
- 1979 : Keep the Fire de Kenny Loggins : Michael claviers et chœurs.
- 1979 : Rickie Lee Jones de Rickie Lee Jones - Michael chant et chœurs.
- 1979 : Victim of love de Elton John - Michael aux chœurs, Patrick Simmons des Doobie Brothers est aussi aux chœurs.
- 1980 : Amy Holland de Amy Holland - Michael chœurs, piano, piano électrique et clavinet sur plusieurs pièces. Coproduit par Michael McDonald et Patrick Henderson. Ces deux derniers écrivent ensemble la chanson Here in the Light et Michael écrit seul Show Me the Way Home.
- 1980 : In the nick of time de Nicolette Larson - Let me go love

Années 1981 - 1990
- 1982 : High Adventure de Kenny Loggins - Michael claviers et piano, participe aussi à la composition de 3 chansons.
- 1983 : It's Your Night de James Ingram - Yah Mo B There Duo Ingram/McDonald qui a aussi participé à la composition de la pièce.
- 1983 : On Your Every Word de Amy Holland - Michael produit et joue sur cet album de son épouse. Coécrit 4 chansons.
- 1985 : Dog Eat Dog de Joni Mitchell : Michael chant sur Good Friends et chœurs sur Tax Free.
- 1986 : Winner in You de Patti LaBelle - On My Own
- 1986 : I Just Can't Let Go / Do Ya de Michael McDonald, David Pack & James Ingram - Single
- 1986 : Right Next Door de Kim Carnes & Michael McDonald - Single Cassette 4 pistes
- 1986 : Fahrenheit de Toto : Michael chœurs sur I'll Be Over You
- 1987 : Discovery de Larry Carlton : Michael claviers sur Minute by minute.
- 1987 : Decision de The Wynans - Love Has No Color
- 1988 : Racing After Midnight de Honeymoon Suite - Michael a participé à l'écriture de Long Way Back mais ne joue pas sur l'album.
- 1988 : Back to Avalon de Kenny Loggins - Michael claviers, chant, chœurs et composition.
- 1988 : Collection de Larry Carlton
- 1990 : Let my people go de The Winans : Michael claviers.

Années 1991 - 2000
- 1991 : Leap of Faith de Kenny Loggins - Michael et Amy Holland chœurs.
- 1991 : The Best of James Ingram - The Power of Great Music de James Ingram : Michael claviers et synthétiseurs.
- 1992 : What You See Is What You Sweat de Aretha Franklin : Ever Changing Times.
- 1992 : Beverly Hills 90210 - The Soundtrack - Artistes Variés : Time to Be Lovers Duo avec Chaka Khan.
- 1993 : Outside: From the Redwoods de Kenny Loggins : Michael et Kenny en duo sur What a fool believes des Doobie Brothers.
- 1994 : All I know de Amy Holland - Duo Michael McDonald/Amy Holland - Thème du soap américain One Life to Live Single.
- 1994 : Blue Guitar de Stephen Bishop - Michael chœurs sur Let your heart remember.
- 1994 : Under the Table and Dreaming de Dave Matthews Band - Chœurs sur Dancing Nancies et What Would You Say.
- 1996 : Ten Easy Pieces de Jimmy Webb.
- 1997 : Sand And Water de Beth Nielsen Chapman - Chœurs sur Seven Shades Of Blue.
- 1998 : One Heart at a Time - Artistes Variés - Single
- 1998 : SAY YES de Terry Wollman : Michael chœurs.
- 1999 : Forever More (Love Songs, Hits & Duets) de James Ingram - Yah Mo Be There
- 1999 : Among the Missing de Kathy Mattea - Single
- 1999 : South Park: Bigger, Longer and Uncut - Artistes Variés : Eyes of a child
- 2000 : Legacy de Ricky Nelson - Coffret 4 CD Compilation.
- 2000 : Vertical de Darwin Hobbs - Duo Darwin/Michael sur Everyday.

Années 2001- 2010
- 2002 : Episode II de Safri Duo : Sweet Freedom
- 2002 : We Were Soldiers Soundtrack - Duo avec India Arie sur Good Man.
- 2002 : The Essential Kenny Loggins de Kenny Loggins - Michael claviers et chant. - Avec David Crosby, Graham Nash, Jim Messina, etc.
- 2003 : 20th Century Masters - The Millennium Collection: The Best of Patti LaBelle de Patti Labelle - Compilation
- 2003 : It's About Time de Kenny Loggins.
- 2003 : Next Big Thing de Vince Gill : Michael chœurs.
- 2004 : Flags Of Our Fathers - A Soldier's Story de Keni Thomas - Michael chœurs sur 7 Days.
- 2004 : Beginnings of survival de Joni Mitchell : Michael McDonald, Amy Holland chœurs sur Tax Free.
- 2004 : Genius Loves Company de Ray Charles - Duo avec Michael McDonald sur Hey girl
- 2005 : Doin' Somethin' Right de Billy Currington - Michael piano et chant Duo sur She's got a way with me.
- 2005 : Hurricane Relief: Come Together Now - Artistes Variés : Heart of America - Avec Eric Benét, Wynonna Judd, Terry Dexter.
- 2006 : Definitive Collection de Patti Labelle - Compilation.
- 2006 : The Love, Death & Customer Service de Lauren Wood - Michael chant sur Til You Let Your Heart Win
- 2006 : Soulful Christmas de Brian Culbertson - Michael chœurs sur All Through the Christmas Night
- 2006 : Uncovered de Tony Joe White - Michael chœurs sur Baby, Don't Look Down.
- 2006 : Like Red on a Rose de Alan Jackson - Michael McDonald : Clavinet, piano électrique Fender Rhodes.
- 2006 : These Days de Vince Gill : Michael en duo avec Vince Gill sur Smilin' Song Coffret 4 CD.
- 2006 : Hi-Five de Nicolette Larson : Michael sur Let Me Go, Love - NB : Disponible en version MP3 uniquement.
- 2006 : Turn Around de Jonny Lang - Michael piano et chant sur Thankful.
- 2006 : X de Fourplay : My love's leaving
- 2006 : Beautiful Ballads de Patti Labelle : On my own.
- 2007 : Motown's No 1 - Artistes Variés : Michael sur Ain't No Mountain High Enough.
- 2007 : Jewels in the Crown: All-Star Duets with the Queen de Aretha Franklin : Duo Michael/Aretha sur Ever Changing Times.
- 2007 : 100 Hits: Love - Artistes Variés : Michael sur I keep forgetting (Everytime you are near) - Boîtier 5 CD.
- 2007 : Funk This de Chaka Khan - Michael et Chaka en duo sur You belong to me.
- 2008 : Journey to Miracle River de Amy Holland : Michael et Dylan McDonald sont présents sur l'album. Coécrit 2 chansons.
- 2008 : The Essential Patti LaBelle - Compilation 2 CD.
- 2009 : While You Wait for the Others de Grizzly Bear - Single
- 2009 : Oh Happy Day - Artistes Variée - Michael sur Storm Before The Calm - NB : Disponible en version MP3 uniquement.
- 2010 : World Gone Crazy des Doobie Brothers - Chant sur Don't Say Goodbye
- 2010 : Just across the river de Jimmy Webb - Duo Michael McDonald/Jimmy Webb : Where Words End.
- 2010 : California Groove Vol. 2 - Artistes Variés : Michael sur I Gotta Try
- 2010 : Incredible Gospel de Maranatha Gospel : Michael choriste.
- 2010 : Live At The Beacon de New York Rock N Soul Revue : Michael sur Minute By Minute - NB Disponible en version MP3 uniquement.
- 2010 : 20th Century Masters: The Millennium Collection - Best of 1986 : Artistes Variés : On My Own

Années 2011 - +
- 2011 : David Garfield & The Cats Do Pop Classics de David Garfield : Michael sur Let's Stay Together.
- 2011 : Yuletide de Daniel Hugues & The Choral Project - Michael choriste.
- 2011 : Finding the Keys: The Best of Jools Holland & His Rhythm & Blues Orchestra de Jools Holland - Sur I'Ve Got News For You.
- 2011 : Holy Ghost! de Holy Ghost! : Some Children
- 2013 : Duets de Paul Anka - Michael sur Walk A Fine Line avec Paul Anka, Frank Sinatra et George Benson.
- 2013 : Summer Horns de Dave Koz & Friends - Gerald Albright, Mindi Abair & Richard Eliot. Michael joue sur So Very Hard to Go
- 2013 : Unfinished Business en duo avec Robben Ford - EP de quatre chansons.
- 2013 : That Lovin' Feelin': Best of Blue-Eyed Soul Artistes Variés : Michael sur I Keep Forgettin' (Every Time You're Near).
- 2013 : Golden Slumbers: A Father's Love Artistes Variés : When Scarlett Smiles - Avec aussi Phil Collins entre autres.
- 2014 : Nathan East de Nathan East : Moondance aussi avec Stevie Wonder à l'harmonica.
- 2014 : Just Like You de Bill Quateman - Michael McDonald et Jeff Skunk Baxter des Doobie Brothers jouent sur l'album.
- 2014 : Together Original Soundtrack de Burt Bacharach - Michael sur I've Got My Mind Made Up.
- 2014 : Icon de Patti Labelle - Compilation On My Own avec Michael.
- 2014 : Together? - Artistes Variés - Michael sur I've got my mind made up/I don't need you anymore.
- 2014 : Spirit Of Christmas de Michael W Smith - Duo avec Michael McDonald sur Peace.
- 2014 : Home for Christmas de Andreas Aleman : Michael sur Celebrate the Season.
- 2014 : Genius Loves Company (10th Anniversary Edition) de Ray Charles Singers : Michael sur Hey Girl
- 2014 : Best of gospels - Artistes Variés - Michael sur Everyday - NB Disponible en MP3 uniquement.
- 2015 : Strangers again de Judy Collins : Miracle River
- 2015 : Christmas with Friends de India Arie & Joe Sample
- 2015 : Midnight McCartney de John Pizzarelli - Michael sur Coming Up.
- 2015 : In The Nick Of Time de Nicolette Larson : Michael sur Let Me Go, Love - NB Disponible en MP3 uniquement.
- 2015 : Just Chillin de Norman Brown : Michael chœurs.
- 2016 : Light on my path de Amy Holland. : Michael et Dylan McDonald, David Crosby : chœur
- 2016 : American Classics Artistes Variés - Triple Album - Long Train Runnin des Doobie Brothers et I Keep Forgettin (Every Time You're Near) de Michael McDonald.